# 粗毛山柳菊
粗毛山柳菊（学名：Hieracium virosum）是菊科山柳菊属的植物。分布于俄罗斯、印度、日本、蒙古、乌兹别克斯坦、哈萨克斯坦、伊朗以及中国大陆的内蒙古、新疆等地，生长于海拔1,700米至2,100米的地区，见于林下、山坡草地及灌丛中，目前尚未由人工引种栽培。